# Beitrittsgebiet

Aus den „Neuen Ländern“ und dem Ostteil Berlins bestand das „Beitrittsgebiet“ (rot) zur Bundesrepublik Deutschland; die Ländergrenzen (weiß) bilden nicht exakt die Situation von 1990 ab.

Als Beitrittsgebiet werden die Teile Deutschlands bezeichnet, die nach dem Einigungsvertrag durch den Beitritt der Deutschen Demokratischen Republik zur Bundesrepublik Deutschland gemäß Artikel 23 des Grundgesetzes mit Wirkung zum 3. Oktober 1990 Länder oder Landesteile der Bundesrepublik geworden sind. Infolgedessen wurde auf sie Bundesrecht übergeleitet.
Da die Rechtsangleichung vielfach erst nach langen Übergangszeiten erfolgt, wird mit dem Begriff Beitrittsgebiet dasjenige Gebiet benannt, in dem ausnahmsweise noch abweichende bundesrechtliche Regelungen gelten.
Der Begriff des Beitrittsgebietes ist nicht ohne Weiteres mit dem der neuen Bundesländer gleichzusetzen. Neben einigen kleineren Abweichungen unterscheiden sich diese Begriffe in Bezug auf Berlin, wo zwar der Ostteil zum Beitrittsgebiet, allerdings das Land Berlin (als Ganzes) nicht zu den neuen Ländern gezählt wird.

## Geographischer Umfang
Das Beitrittsgebiet umfasst das in Artikel 3 des Einigungsvertrages genannte Gebiet, in dem mit dem Wirksamwerden des Beitritts oder später das als Bundesrecht in der Bundesrepublik geltende Recht in Kraft getreten ist. Es erstreckt sich damit neben den fünf Ländern Mecklenburg-Vorpommern, Brandenburg, Sachsen-Anhalt, Sachsen und Thüringen auch auf das ehemalige Ost-Berlin und West-Staaken – dieses ungeachtet seiner wiederhergestellten Zugehörigkeit zum früheren West-Berliner Bezirk Spandau –, also den Teil des Landes Berlin, in dem das Grundgesetz bis zum 2. Oktober 1990 nicht galt.
Die Umgliederungen, die erst nach dem Beitritt erfolgt sind, haben an der Größe des Beitrittsgebiets nichts geändert. Daher gehört das Gebiet östlich der Elbe, das durch den Staatsvertrag zwischen den Ländern Mecklenburg-Vorpommern und Niedersachsen über die Umgliederung der Gemeinden im ehemaligen Amt Neuhaus und anderer Gebiete nach Niedersachsen vom 9. März 1993 mit Wirkung vom 30. Juni 1993 dem Land Niedersachsen angegliedert wurde, weiterhin dazu. Es handelt sich hierbei um das Gebiet der früheren Gemeinden Dellien, Haar, Kaarßen, Neuhaus/Elbe, Stapel, Sückau, Sumte und Tripkau, die seit dem 31. März 1992 das mecklenburgische Amt Neuhaus bildeten, sowie um die Ortsteile Neu-Bleckede, Neu-Wendischthun und Stiepelse der Gemeinde Teldau und kleine Gebietsteile der ehemaligen Gemeinde Garlitz um das historisch-hannoversche Gebiet im Forstrevier Bohldamm. Dabei wurden am 30. Juni 1993 die Ortsteile Neu-Bleckede und Neu-Wendischthun in die Gemeinde Bleckede umgegliedert. Stiepelse kam zu Sumte. Die Gebietsteile der Gemeinde Garlitz kamen zur Gemeinde Sückau, die zusammen mit Dellien in die Gemeinde Neuhaus/Elbe eingegliedert wurde. Die Gemeinden Haar, Kaarßen, Neuhaus/Elbe, Stapel, Sumte und Tripkau bildeten die Samtgemeinde Amt Neuhaus. Diese wurde am 1. Oktober 1993 aufgelöst und durch die gleichnamige Einheitsgemeinde ersetzt.

## Rechtslage in Berlin
Die Gleichsetzung des Beitrittsgebiets mit den sogenannten neuen Bundesländern ist ungenau, da der Status von Berlin (Ost) als Teil der DDR (→ Berlin-Frage) umstritten war und das Grundgesetz der Bundesrepublik Deutschland erst durch den Einigungsvertrag (EV) im gesamten Land Berlin in volle Geltung gesetzt wurde: „Mit dem Beitritt und dem Wegfall der Vier-Mächte-Verantwortlichkeiten wächst dem Land Berlin (West) der östliche Teil Berlins zu, so dass es nur noch einen Stadtstaat Berlin als Bundesland gibt (…).“
Umgekehrt galt in Berlin (West) das Grundgesetz mit bestimmten Einschränkungen (Berlin-Klausel), die im Zuge der deutschen Wiedervereinigung und der Erlangung der vollen Souveränität wegfielen. Faktisch gehörte Berlin (West) jedoch immer zur Bundesrepublik Deutschland; daher gehört es nach den Bestimmungen des Einigungsvertrags nicht zum Beitrittsgebiet (Art. 3).